# Olivier Pramil
Pas d'image ? Cliquez ici

a Compétitions nationales et continentales officielles uniquement.

b Matchs officiels uniquement.
Olivier Pramil, né le 4 juin 1979 à Villefranche-de-Rouergue, est un joueur de rugby à XIII dans les années 1990, 2000 et 2010. Il occupe le poste de pilier.
Au cours de sa carrière en rugby à XIII, Il joue à travers plusieurs clubs français : Saint-Estève
Toulouse, Lescure-Artès, Villefranche et Limoux.
Fort de ses performances en club, il est sélectionné à sept reprises entre 2002 et 2004 en équipe de France lui permettant de prendre part à la Coupe d'Europe 2003 et 2004.

## Palmarès
- Collectif :
  - Finaliste du Championnat de France : 2001 (Toulouse) et 2011 (Limoux).
  - Finaliste de la Coupe de France : 2013 (Limoux).

### Détails en sélection
| 1. | 2 novembre 2002   | Liban            | 6-36  | Test-match     | Remplaçant | - | - | - | - |
| 2. | 30 novembre 2002  | Nouvelle-Zélande | 10-36 | Test-match     | Remplaçant | - | - | - | - |
| 3. | 1er novembre 2003 | Irlande          | 26-18 | Coupe d'Europe | Pilier     | - | - | - | - |
| 4. | 9 novembre 2003   | Écosse           | 6-8   | Coupe d'Europe | Pilier     | - | - | - | - |
| 5. | 16 novembre 2003  | Angleterre A     | 6-68  | Coupe d'Europe | Pilier     | - | - | - | - |
| 6. | 30 octobre 2004   | Angleterre A     | 4-42  | Coupe d'Europe | Remplaçant | - | - | - | - |
| 7. | 11 novembre 2004  | Nouvelle-Zélande | 20-24 | Test-match     | Remplaçant | - | - | - | - |